# Sophie Lowe
Sophie Lowe (Sheffield, 5 de junho de 1990) é uma atriz e cantautora australiana nascida na Inglaterra.
Ela é mais conhecida por seus papéis principais nas séries de televisão The Slap, Once Upon a Time in Wonderland e The Returned; e nos filmes Beautiful Kate, Road Train e After the Dark.

## Início
Nascida na Inglaterra de Anne e Ian Lowe, e irmã mais nova de Sam Lowe, mudou-se com sua família para Austrália quando tinha dez anos. Seu interesse por atuação apareceu aos dezesseis anos após ela participar de uma produção musical no ensino secundário. Além disso, fez alguns trabalhos como modelo no início da adolescência (teve um contrato com a Chadwick Models), mas parou para concentrar-se na dança. Foi a dança que a levou para o The McDonald College, em Sydney onde decidiu levar a atuação mais a sério. Ela participou de alguns curtas-metragens e anúncios de televisão antes de se formar no colégio em 2008.
Em 2009, apareceu como a personagem-título do longa-metragem Beautiful Kate, sendo esse seu primeiro papel de destaque. Seu desempenho foi elogiado pela crítica e ela foi posteriormente indicada para um AFI de "Best Lead Actress" e um FCCA de "Best Actress - Supporting Role". Além de atuar, também canta e escreve canções e poesia. Atualmente reside principalmente em Los Angeles.

## Filmografia
| Cinema | Cinema                                     | Cinema             | Cinema         |
| Ano    | Título                                     | Personagem         | Nota           |
| ------ | ------------------------------------------ | ------------------ | -------------- |
| 2015   | What Lola Wants                            | Lola               | Longa-metragem |
| 2015   | Oscar Wilde’s The Nightingale and the Rose | Filha do Professor | Curta-metragem |
| 2013   | Autumn Blood                               | A Garota           | Longa-metragem |
| 2013   | After the Dark                             | Petra              | Longa-metragem |
| 2013   | A Man Walks Into a Bar                     | Mulher             | Curta-metragem |
| 2013   | Adore                                      | Hannah             | Longa-metragem |
| 2011   | Moth                                       | Heather            | Curta-metragem |
| 2011   | Kiss                                       | Kristy             | Curta-metragem |
| 2010   | Blame                                      | Natalie            | Longa-metragem |
| 2010   | The Clinic                                 | Allison            | Longa-metragem |
| 2010   | Road Train                                 | Nina               | Longa-metragem |
| 2009   | Blessed                                    | Katrina            | Longa-metragem |
| 2009   | Beautiful Kate                             | Kate Kendall       | Longa-metragem |
| 2008   | The Mirage                                 | Deb                | Curta-metragem |
| 2008   | He. She. It.                               | Cassie             | Curta-metragem |
| 2007   | Kindle                                     | Hayley             | Curta-metragem |

| Televisão | Televisão                      | Televisão        | Televisão                     |
| Ano       | Título                         | Personagem       | Nota                          |
| --------- | ------------------------------ | ---------------- | ----------------------------- |
| 2015      | The Beautiful Lie              | Kitty Ballantyne | Elenco principal              |
| 2015      | The Returned                   | Lena Winship     | Elenco principal              |
| 2013–2014 | Once Upon a Time in Wonderland | Alice            | Elenco principal              |
| 2013      | It's a Date                    | Vicky            | Temporada 1, Episódio 6       |
| 2011      | The Slap                       | Connie           | Elenco principal              |
| 2010      | Satisfaction                   | Kate             | Temporada 3, Episódios 9 e 10 |
| 2009      | All Saints                     | Chloe            | Temporada 12, Episódio 21     |
| 2005      | Backyard Science               | Cientista jovem  | Episódio "Moldy Meal"         |

## Discografia
| Extended play (EP) | Extended play (EP) | Extended play (EP) | Extended play (EP) |
| Ano                | Título             | Nota               |                    |
| ------------------ | ------------------ | ------------------ | ------------------ |
| 2015               | Sophie Lowe EP 2   | 7 canções          |                    |
| 2015               | Sophie Lowe EP 1   | 5 canções          |                    |

| Videoclipe | Videoclipe     | Videoclipe                                                          | Videoclipe |
| Ano        | Título         | Nota                                                                |            |
| ---------- | -------------- | ------------------------------------------------------------------- | ---------- |
| 2015       | "Pink Flowers" | Dirigido por Sophie Lowe e Lily Rolfe, editado por Sophie Lowe      |            |
| 2015       | "Understand"   | Dirigido por Sophie Lowe e Dean Francis                             |            |
| 2013       | "Dreaming"     | Dirigido por Sophie Lowe e Bonnie Wright, editado por Iain Pettifer |            |

## Prêmios e indicações
| Ano  | Prêmio                           | Categoria                                               | Trabalho                 | Resultado |
| ---- | -------------------------------- | ------------------------------------------------------- | ------------------------ | --------- |
| 2010 | Screen Music Awards              | Best Original Song Composed for Screen (com Rafael May) | "A Runner" em Road Train | Indicada  |
| 2010 | Film Critics Circle of Australia | Best Actress - Supporting Role                          | Beautiful Kate           | Indicada  |
| 2009 | Australian Film Institute        | Best Lead Actress                                       | Beautiful Kate           | Indicada  |